# La Barasse
La Barasse est un quartier du 11e arrondissement de Marseille.

## Accès

### Routier
Le quartier est traversé par la D8n

### Transport en commun
Le quartier est desservi par les lignes de bus      Ligne 64  la RTM et d’autocar  240.
La voie ferrée Marseille - Toulon traverse le quartier ; la Gare de la Barasse est desservie par les TER-PACA de la relation Marseille - Aubagne.